# Dietmar Popp

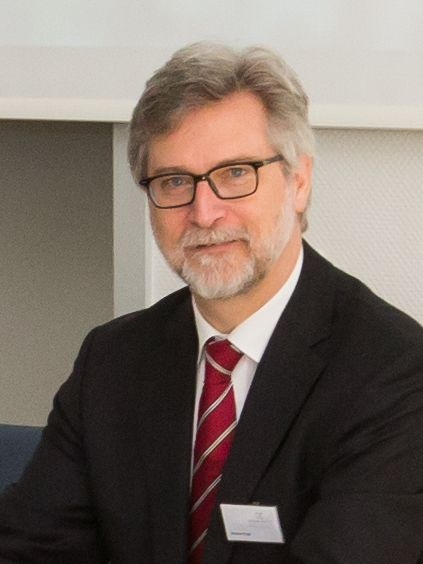
Dietmar Popp, vor 2017

Dietmar Popp (* 1963) ist ein deutscher Kunsthistoriker mit dem Schwerpunkt Ostmitteleuropa.

## Ausbildung und beruflicher Werdegang
Dietmar Popp studierte von 1982 bis 1992 Kunstgeschichte, Archäologie und Denkmalpflege an den Universitäten Bamberg und Karlsruhe. Nach einem Doktorandenstipendium an der Bibliotheca Hertziana in Rom und Mitarbeit an der dortigen Fotothek sowie Forschungsaufenthalten in Florenz und London promovierte er 1994 an der Technischen Universität Berlin mit seiner Arbeit Duccio und die Antike. Studien zur Antikenvorstellung und zur Antikenrezeption in der Sieneser Malerei am Anfang des 14. Jahrhunderts. Im Anschluss an Lehraufträge an der Otto-Friedrich-Universität Bamberg und an der Philipps-Universität Marburg sowie Tätigkeiten in Büros für Kulturmanagement sowie für Architektur und Städtebau in Bayreuth war er von 1999 bis 2000 Wissenschaftlicher Mitarbeiter am Geisteswissenschaftlichen Zentrum für Geschichte und Kultur Ostmitteleuropas in Leipzig im dortigen Jagiellonen-Projekt. Im Jahr 2000 übernahm er die Leitung der Abteilung „Wissenschaftliche Sammlungen“ und des „Bildarchivs“ am Herder-Institut in Marburg. Seitdem ist er für mehrere internationale Kooperationsprojekte verantwortlich, darunter vor allem das Langfristvorhaben zum „Dehio-Handbuch der Kunstdenkmäler in Polen“ (2018 erweitert um die baltischen Länder zum „Dehio-Handbuch der Kunstdenkmäler in Ostmitteleuropa“) und den Aufbau der „Forschungsinfrastruktur Kunstdenkmäler in Ostmitteleuropa (FoKO)“.
Popps Arbeitsschwerpunkte sind Spätmittelalterliche und frühneuzeitliche Kunst in Mitteleuropa, künstlerische und kulturelle Beziehungen zwischen Deutschland und Polen im 18. und 19. Jahrhundert, kunst- und kulturhistorische Sammlungen und Museen in Polen und im Baltikum, sowie Dokumentation und Digitalisierung des Kulturerbes in Ostmitteleuropa.

## Mitgliedschaften
- Vorsitzender des Vorstands der Böckler-Mare-Balticum-Stiftung, vorher Vorstandsmitglied und Kuratoriumsmitglied
- Mitglied im Vorstand des „Vereins zur Förderung der internationalen und interdisziplinären Hanseforschung“
- Mitglied im Beirat des „Kunst und Kultur der Hansestädte“
- Mitglied der Wissenschaftlichen Vereinigung zur Fortführung des kunsttopographischen Werkes von Georg Dehio e.V.
- Beiratsmitglied des Arbeitskreises deutscher und polnischer Kunsthistoriker und Denkmalpfleger

## Auszeichnungen
- 2017: Verleihung des Silbernen Kreuzes der Wojewodschaft Małopolska (Śrebrna Odznaka Honorowa Województwa Małopolskiego - Krzyż Małopolski) für die langjährigen Bemühungen um das Kulturerbe Kleinpolens
- 2012: Bronzemedaille für besondere Verdienste um die Zusammenarbeit mit der Universität Wrocław
- 2009: Auszeichnung im Sybilla-Wettbewerb 2008 des polnischen Kulturministeriums in der Kategorie „Wissenschaftliche Publikation“ (gemeinsam mit Ewa Barylewska-Szymańska, Elke Bauer und Wojciech Szymański) für „Otto Rollenhagen. Untersuchung und Beschreibung der Danziger Bürgerhäuser mit besonderer Darstellung der Bauten aus der Zeit der Gotik bis zur Spätrenaissance / Otto Rollenhagen. Analiza i opis gdańskich kamienic mieszczańskich ze szczególnym uwzględnieniem budowli z czasów od gotyku do późnego renesansu. Hrsg. von Ewa Barylewska-Szymańska, Elke Bauer, Dietmar Popp und Wojciech Szymański. Marburg/Gdańsk 2008“.

## Schriften (Auswahl)
Herausgeberschaften
- Zusammen mit Piotr Korduba (Hrsg.): Re-Konstruktionen. Stadt, Raum, Museum. Re-Konstrukcje. Miasto, przestrzeń, muzeum, Warszawa 2019 (Das gemeinsame Kulturerbe/Wspólne Dziedzictwo, Bd./T. 11).
- Zusammen mit Wojciech Bałus, Sławomir Brzezicki und Joanna Wolańska (Hrsg.): Zabytki Sztuki w Polsce. Małopolska [Kunstschätze in Polen. Kleinpolen], Warszawa 2016 (deutsche Ausgabe: Dehio-Handbuch der Kunstdenkmäler in Polen. Kleinpolen. Herder-Institut u. a., 2020).
- Ernst Stewner. Ein deutscher Fotograf in Polen / Niemiecki fotograf Polski. Ausstellungskatalog. Hrsg. von Piotr Korduba und Dietmar Popp, Marburg 2014 (Materialien zu Kunst, Kultur und Geschichte Ostmitteleuropas, Bd. 3).
- Visuelle Erinnerungskulturen und Geschichtskonstruktionen in Deutschland und Polen seit 1939. Wizualne konstrukcje historii i pamięci historycznej w Niemczech i w Polsce po 1939 r. Hrsg. von Dieter Bingen, Peter Oliver Loew und Dietmar Popp. Warschau 2009 (Das gemeinsame Kulturerbe/Wspólne Dziedzictwo, Bd./T. 5).
- Otto Rollenhagen. Untersuchung und Beschreibung der Danziger Bürgerhäuser. Otto Rollenhagen. Analiza i opis gdańskich kamienic mieszczańskich. Mit Beiträgen von Ewa Barylewska-Szymańska, Elke Bauer und Wojciech Szymański. Hrsg. von Ewa Barylewska-Szymańska, Elke Bauer, Dietmar Popp und Wojciech Szymański. Marburg-Gdańsk 2008.